# Srisailam
Srisailam Project RFC Township es una ciudad censal situada en el distrito de Kurnool en el estado de Andhra Pradesh (India). Su población es de 21452 habitantes (2011). Se encuentra a orillas del río Krishná, a 103 km de Kurnool y a 170 km de Hyderabad.
Saila significa ‘hecho de piedra’ (siendo shilá: ‘piedra’), y es una de las maneras de referirse a las montañas. Uno de los nombres de la diosa Párvati (‘[hija] del [monte] Párvata’) es Shaila Kania (‘hija del monte’).
Shaila Gurú (‘el maestro de los montes’) es un nombre del Himalaya
En la ciudad se encuentra el templo de Malika Áryuna Suami, dedicado a una forma particular del dios Shivá y una forma de la diosa Párvati denominada Devi Bhramara Amba, y es uno de los doce yiotir-linga (principales lugares santos del sivaísmo).
Hay un capítulo del Skanda-purana dedicado a este templo de Malik Áryuna. En sus paredes hay escenas del Majábharata y del Ramaiana (dos textos épicos del siglo III a. C.), que se refieren a Sri Shailam como Sri Párvata (‘montaña’).

## Demografía
Según el censo de 2011 la población de Srisailam Project RFC Township era de 21452 habitantes, de los cuales 11793 eran hombres y 9659 eran mujeres. Srisailam Project RFC Townshiptiene una tasa media de alfabetización del 75,62%, superior a la media estatal del 67,02%: la alfabetización masculina es del 85,68%, y la alfabetización femenina del 63,24%.

## Alrededores
Sri Shailam se encuentra a 170 km de Hyderabad, cerca de un bosque convertido en reserva de tigres, el Srisailam Sanctuary, con una superficie de 3568 kilómetros cuadrados. A poca distancia se encuentra la presa de Srisailam, en el río Krisná, en una estrecha garganta en la colinas Nalamala. La presa tiene 512 m de anchura y una altura de 241 m, y es la segunda en capacidad hidroeléctrica de la India. El embalse tiene un área de 800 kilómetros cuadrados.